# Grenada i olympiska sommarspelen 2012
Grenada deltog i de olympiska sommarspelen 2012 som ägde rum i London i Storbritannien mellan den 27 juli och den 12 augusti 2012.

## Medaljörer
| Medalj | Namn         | Sport     | Gren            |
| ------ | ------------ | --------- | --------------- |
| Guld   | Kirani James | Friidrott | Herrarnas 400 m |

## Friidrott
- Huvudartikel: Friidrott vid olympiska sommarspelen 2012

Förkortningar
- Notera – Placeringar gäller endast den tävlandes eget heat
- Q = Kvalificerade sig till nästa omgång via placering
- q = Kvalificerade sig på tid eller, i fältgrenarna, på placering utan att ha nått kvalgränsen
- NR = Nationellt rekord
- N/A = Omgången inte möjlig i grenen
- Bye = Idrottaren behövde inte delta i omgången

Herrar
Bana och väg
| Idrottare           | Gren  | Heat     | Heat      | Kvartsfinal | Kvartsfinal | Semifinal        | Semifinal        | Final            | Final            |
| Idrottare           | Gren  | Resultat | Placering | Resultat    | Placering   |                  |                  |                  |                  |
| ------------------- | ----- | -------- | --------- | ----------- | ----------- | ---------------- | ---------------- | ---------------- | ---------------- |
| Rondell Bartholomew | 400 m | DNS      | DNS       | i.u.        | i.u.        | Gick inte vidare | Gick inte vidare | Gick inte vidare | Gick inte vidare |
| Kirani James        | 400 m | 45.23    | 1 Q       | i.u.        | i.u.        | 44.59            | 1 Q              | 43.94            | 1                |
| Joel Redhead        | 200 m | 21.22    | 8         | i.u.        | i.u.        | Gick inte vidare | Gick inte vidare | Gick inte vidare | Gick inte vidare |
| Paul Williams       | 100 m | BYE      | BYE       | 10.65       | 7           | Gick inte vidare | Gick inte vidare | Gick inte vidare | Gick inte vidare |

Kombinerade grenar – tiokamp
| Idrottare  | Gren     | 100 m | LJ   | SP    | HJ   | 400 m | 110H | DT | PV | JT | 1500 m | Final | Placering |
| ---------- | -------- | ----- | ---- | ----- | ---- | ----- | ---- | -- | -- | -- | ------ | ----- | --------- |
| Kurt Felix | Resultat | 11.12 | 7.63 | 13.28 | 2.05 | 50.17 | DNS  | —  | —  | —  | —      | DNF   | DNF       |
| Kurt Felix | Poäng    | 834   | 967  | 684   | 850  | 807   | 0    | —  | —  | —  | —      | DNF   | DNF       |

Damer
Bana och väg
| Idrottare             | Gren  | Heat     | Heat      | Semifinal        | Semifinal        | Final            | Final            |
| Idrottare             | Gren  | Resultat | Placering | Resultat         | Placering        | Resultat         | Placering        |
| --------------------- | ----- | -------- | --------- | ---------------- | ---------------- | ---------------- | ---------------- |
| Kanika Beckles        | 400 m | DNS      | DNS       | Gick inte vidare | Gick inte vidare | Gick inte vidare | Gick inte vidare |
| Neisha Bernard-Thomas | 800 m | 2:03.23  | 6 q       | 2:00.68          | 8                | Gick inte vidare | Gick inte vidare |
| Janelle Redhead       | 200 m | 23.08    | 3 Q       | 23.51            | 8                | Gick inte vidare | Gick inte vidare |

## Taekwondo
| Idrottare          | Gren            | Åttondelsfinaler     | Kvartsfinaler        | Semifinaer           | Återkval               | Bronsmatch           | Final                | Final            |
| Idrottare          | Gren            | Motståndare Resultat | Motståndare Resultat | Motståndare Resultat | Motståndare Resultat   | Motståndare Resultat | Motståndare Resultat | Placering        |
| ------------------ | --------------- | -------------------- | -------------------- | -------------------- | ---------------------- | -------------------- | -------------------- | ---------------- |
| Andrea St. Bernard | Damernas −67 kg | Tatar (TUR) L 1–5    | Gick inte vidare     | Gick inte vidare     | McPherson (USA) L 2–15 | Gick inte vidare     | Gick inte vidare     | Gick inte vidare |